# Риззу, Педру
Педру Аугусту Риззу, также ошибочно Риззо или Хиззо (порт. Pedro Augusto Rizzo, МФА [ˈpedɾu ˈʁizu]; род. 3 мая 1974 года в Рио-де-Жанейро, Бразилия) — бразильский спортсмен, боец кикбоксинга, смешанных боевых искусств и тайского бокса. Ветеран смешанных единоборств и бразильского вале-тудо. В разное время выступал под эгидой известных организаций: UFC, Pride Fighting Championships и Affliction Entertainment. В активе Риззу — победы над такими известными бойцами, как Марк Коулман, Дэн Северн, Джош Барнетт, Андрей Орловский, Джефф Монсон, Гари Гудридж, Кен Шемрок.

## Смешанные боевые искусства
Тренируясь под руководством Марко Руаса (англ. Marco Ruas), Риззу перенял у него жёсткие удары ногой, и часто использовал этот приём для большего эффекта в клетке. Риззу является талантливым и опасным нападающим в ММА.
Риззу — бывший чемпион WVC в тяжёлом весе, также он был претендентом на пояс UFC в тяжёлом весе. Ограничения, принятые в PRIDE FC не прошли для него незаметно, и Риззу потерпел быстрые поражения от рук Сергея Харитонова и Романа Зенцова. Риззу вернулся на победный путь 9 марта 2007 года, победив ветерана UFC Джастина Эйлерса единогласным решением судей в шоу «Art of War», которое проходило в Далласе, штат Техас. Бой против Джеффри Монсона 1 сентября 2007 года, в котором Риззу победил техническим нокаутом, стал первым, когда телезритель платил за просмотр боя организации Art of War. 12 сентября 2009 года в Бразилии Риззу провёл с ним матч-реванш, победив Монсона единогласным решением судей.
Риззу потерпел поражение в Affliction: Banned от Джоша Барнетта нокаутом во 2 раунде.
Риззу должен был встретиться с бывшим чемпионом UFC в тяжёлом весе Тимом Сильвией 14 августа в схватке в Mainland, но этому не суждено было сбыться, так как Сильвия сломал ногу в поединке с Мариушем Пудзяновски. Ожидалось, что бой против Тима Сильвии станет главным событием в ProElite 2 в ноябре.
21 июня 2012 года состоялся бой с Фёдором Емельяненко, в котором Педро проиграл нокаутом в первом раунде.

## Статистика в ММА
| Результат | Рекорд | Соперник            | Способ                                         | Турнир                                          | Дата             | Раунд | Время | Место                    | Примечание                                       |
| --------- | ------ | ------------------- | ---------------------------------------------- | ----------------------------------------------- | ---------------- | ----- | ----- | ------------------------ | ------------------------------------------------ |
| Победа    | 20-11  | Эндрю Флорес Смит   | Техническим нокаутом (удары ногами)            | Face to Face 12                                 | 12 сентября 2015 | 1     | 5:00  | Витория, Бразилия        |                                                  |
| Поражение | 19-11  | Сатоси Исии         | Единогласное решение судей                     | IGF: GENOME 26                                  | 26 мая 2013      | 3     | 5:00  | Токио, Япония            |                                                  |
| Поражение | 19-10  | Фёдор Емельяненко   | Нокаут (удары)                                 | M-1 Global-2. Белые ночи. Емельяненко vs. Риззу | 21 июня 2012     | 1     | 1:24  | Санкт-Петербург, Россия  |                                                  |
| Победа    | 19-9   | Кен Шемрок          | Технический нокаут (удар ногой и удары руками) | Impact FC 2                                     | 18 июля 2010     | 1     | 3:33  | Сидней, Австралия        |                                                  |
| Победа    | 18-9   | Гари Гудридж        | Технический нокаут (отказ от продолжения боя)  | Washington Combat: Battle of the Legends        | 15 мая 2010      | 2     | 5:00  | Вашингтон, США           |                                                  |
| Победа    | 17-9   | Джефф Монсон        | Единогласное решение судей                     | Bitetti Combat MMA 4                            | 12 сен 2009      | 3     | 5:00  | Рио-де-Жанейро, Бразилия |                                                  |
| Поражение | 16-9   | Гилберт Ивел        | Нокаут (удары)                                 | Ultimate Chaos                                  | 27 июн 2009      | 1     | 2:10  | Билокси, США             |                                                  |
| Поражение | 16-8   | Джош Барнетт        | Нокаут (удар)                                  | Affliction: Banned                              | 19 июл 2008      | 2     | 1:44  | Анахайм, США             |                                                  |
| Победа    | 16-7   | Джефф Монсон        | Технический нокаут (удары)                     | Art of War 3                                    | 1 сентября 2007  | 3     | 2:40  | Даллас, США              | Завоевал титул чемпиона UAFC в супертяжёлом весе |
| Победа    | 15-7   | Джастин Эйлерс      | Единогласное решение                           | Art of War 1                                    | 9 марта 2007     | 3     | 5:00  | Даллас, США              | Завоевал титул чемпиона IFA в супертяжёлом весе  |
| Поражение | 14-7   | Роман Зенцов        | Нокаут (удар)                                  | Pride 31                                        | 26 февраля 2006  | 1     | 0:25  | Сайтама, Япония          |                                                  |
| Поражение | 14-6   | Сергей Харитонов    | Технический нокаут (удар ногой и удары руками) | PRIDE Critical Countdown 2005                   | 26 июня 2005     | 1     | 2:02  | Сайтама, Япония          |                                                  |
| Победа    | 14-5   | Рикко Родригес      | Единогласное решение                           | UFC 45                                          | 21 ноября 2003   | 3     | 5:00  | Анкасвилл, США           |                                                  |
| Победа    | 13-5   | Трэй Теллигмэн      | Техническим нокаутом (остановка доктором)      | UFC 43                                          | 6 июня 2003      | 2     | 4:24  | Лас-Вегас, США           |                                                  |
| Поражение | 12-5   | Владимир Матюшенко  | Единогласное решение                           | UFC 41                                          | 28 февраля 2003  | 3     | 5:00  | Атлантик Сити, США       |                                                  |
| Поражение | 12-4   | Гэн Макги           | Технический нокаут (остановка боя секундантом) | UFC 39                                          | 27 сентября 2002 | 1     | 5:00  | Анкасвилл, США           |                                                  |
| Победа    | 12-3   | Андрей Орловский    | Нокаут (удары)                                 | UFC 36                                          | 22 марта 2002    | 3     | 1:45  | Лас-Вегас, США           |                                                  |
| Поражение | 11-3   | Рэнди Кутюр         | Технический нокаут (удары)                     | UFC 34                                          | 2 ноября 2001    | 3     | 1:38  | Лас-Вегас, США           | Бой за титул чемпиона UFC в тяжелом весе         |
| Поражение | 11-2   | Рэнди Кутюр         | Единогласное решение                           | UFC 31                                          | 4 мая 2001       | 5     | 5:00  | Атлантик Сити, США       | Бой года (2001)                                  |
| Победа    | 11-1   | Джош Барнетт        | Нокаут (удар)                                  | UFC 30                                          | 23 февраля 2001  | 2     | 4:21  | Атлантик Сити, США       |                                                  |
| Победа    | 10-1   | Дэн Северн          | Технический нокаут (удары ногами)              | UFC 27                                          | 22 сентября 2000 | 1     | 1:33  | Новый Орлеан, США        |                                                  |
| Поражение | 9-1    | Кевин Рендлмен      | Единогласное решение                           | UFC 26                                          | 9 июня 2000      | 5     | 5:00  | Сидар-Рапидс, США        | Бой за титул чемпиона UFC в тяжелом весе         |
| Победа    | 9-0    | Цуёси Косака        | Технический нокаут (удары)                     | UFC 23                                          | 19 ноября 1999   | 3     | 1:12  | Токио, Япония            |                                                  |
| Победа    | 8-0    | Трэй Теллигмэн      | Нокаут (удар)                                  | UFC 20                                          | 7 мая 1999       | 1     | 4:30  | Бирмингем, США           |                                                  |
| Победа    | 7-0    | Марк Коулмен        | Раздельное решение судей                       | UFC 18                                          | 8 января 1999    | 1     | 15:00 | Кеннер, Луизиана, США    |                                                  |
| Победа    | 6-0    | Танк Эббот          | Нокаут (удар)                                  | UFC Brazil                                      | 16 октября 1998  | 1     | 8:07  | Сан-Паулу, Бразилия      |                                                  |
| Победа    | 5-0    | Ричард Хёрд         | Сабмишном (панишмент)                          | World Vale Tudo Championship 3                  | 19 января 1997   | 1     | 13:12 | Сан-Паулу, Бразилия      |                                                  |
| Победа    | 4-0    | Вернон Уайт         | Нокаут (удар ногой в голову)                   | World Vale Tudo Championship 2                  | 10 ноября 1996   | 1     | 6:30  | Бразилия                 |                                                  |
| Победа    | 3-0    | Михаэл Тилрой       | Сабмишном (ключ на руку)                       | World Vale Tudo Championship 2                  | 10 ноября 1996   | 1     | 0:18  | Бразилия                 |                                                  |
| Победа    | 2-0    | Никколаус Никколаус | Сдача (удары)                                  | World Vale Tudo Championship 2                  | 10 ноября 1996   | 1     | 1:49  | Бразилия                 |                                                  |
| Победа    | 1-0    | Эрик Лабай          | Технический нокаут (удары)                     | IMA: Battle of Styles                           | 26 октября 1996  | 1     | 2:57  | Голландия                |                                                  |